# Amphiura caparti
Amphiura caparti är en ormstjärneart som beskrevs av Cherbonnier 1962. Amphiura caparti ingår i släktet Amphiura och familjen trådormstjärnor. Inga underarter finns listade i Catalogue of Life.